# Special Olympics Paraguay
Special Olympics Paraguay (englisch: Special Olympics Paraguay) ist der paraguayische Verband von Special Olympics International, der weltweit größten Sportbewegung für Menschen mit geistiger Beeinträchtigung und Mehrfachbeeinträchtigung. Ziel ist die sportliche Förderung dieser Personengruppe und die Sensibilisierung der Gesellschaft für sie. Außerdem betreut der Verband die paraguayischen Athletinnen und Athleten bei den Special Olympics Wettbewerben.

## Geschichte
Special Olympics Paraguay wurde mit Sitz in Asunción gegründet.

## Aktivitäten
2015 waren 13.882 Athletinnen, Athleten und Unified Partner sowie 350 Trainer bei Special Olympics Paraguay registriert.
Der Verband nahm 2016 an den Programmen Athlete Leadership, Healthy Athletes, Young Athletes, Volunteer Program, Youth Activation, Family Support Network und Unified Sports teil, die von Special Olympics International ins Leben gerufen worden waren.

### Sportarten
Folgende Sportarten wurden 2016 vom Verband angeboten:
- Basketball (Special Olympics)
- Fußball (Special Olympics)
- Leichtathletik (Special Olympics)
- Roller Skating (Special Olympics)
- Shorttrack (Special Olympics)
- Schwimmen (Special Olympics)
- Tennis (Special Olympics)
- Turnen (Special Olympics)
- Volleyball (Special Olympics)

### Teilnahme an Weltspielen vor 2020
- 2011 Special Olympics World Summer Games, Athen
- 2013 Special Olympics World Winter Games, PyeongChang, Südkorea
- 2015 Special Olympics World Summer Games, Los Angeles, USA (19 Athletinnen und Athleten)
- 2019 Special Olympics, World Summer Games, Abu Dhabi (20 Athletinnen und Athleten)[2]

### Teilnahme an den Special Olympics World Summer Games 2023 in Berlin
Special Olympics Paraguay nahm an den Special Olympics World Summer Games 2023 teil und erwarb 42 Medaillen. Die Delegation wurde vor den Spielen im Rahmen des Host Town Program vom Landkreis Aschaffenburg und Alzenau betreut. Das Team gewann bei diesen Weltspielen 16 Gold-, 13 Silber- und 13 Bronzemedaillen.